# Vindornyalak, Zala
Vindornyalak  este un sat în districtul Keszthely, județul Zala, Ungaria, având o populație de 88 de locuitori (2011). 

## Demografie
Componența etnică a satului Vindornyalak
     Maghiari (76,74%)
     Romi (23,26%)
Componența confesională a satului Vindornyalak
     Romano-catolici (60,23%)
     Fără religie (5,68%)
     Reformați (3,41%)
     Necunoscută (30,68%)
Conform recensământului din 2011, satul Vindornyalak avea 88 de locuitori. Din punct de vedere etnic, majoritatea locuitorilor (76,74%) erau maghiari, cu o minoritate de romi (23,26%).  Din punct de vedere confesional, majoritatea locuitorilor (60,23%) erau romano-catolici, existând și minorități de persoane fără religie (5,68%) și reformați (3,41%). Pentru 30,68% din locuitori nu este cunoscută apartenența confesională.